# Stavelse
Stavelse betegner i sprog den mindste prosodiske enhed, der ofte er sammenfaldende med, men ikke skal forveksles med den syntaktiske enhed morfem.
En stavelse udgør et enkelt rytmisk slag og er typisk opbygget omkring en stavelseskerne eller stavelsestop, oftest en vokal eller en diftong, dvs. en dobbelt vokal udtalt som én lyd. Der kan være forudgående og efterfølgende konsonanter, men kernen kan også stå alene. Visse sprog har én stavelsesbærende konsonant. Der skelnes mellem stavelser, der ender på en konsonant, kaldet lukkede stavelser og åbne stavelser, der ender på en vokal. Ofte vil en eller flere stavelser i et ord skulle udtales med betoning.
Den hyppigst forekommende stavelse i verdens sprog består af en indledende konsonant og en vokal, f.eks. "da". Så godt som alle sprog har denne type stavelse. I mange sprog har man flere indledende konsonanter og kan desuden tilføje flere efter stavelseskernen.
| Sprog | Spire Denne artikel om sprog er en spire som bør udbygges. Du er velkommen til at hjælpe Wikipedia ved at udvide den. |